# CampusFM
CampusFM ist das Hochschulradio der Universität Duisburg-Essen. Das Programm wird über zwei Frequenzen ausgestrahlt: in  Essen ist CampusFM auf der 105,6 MHz empfangbar. Die Sendeleistung beträgt dort derzeit 50 Watt. In Duisburg wird derzeit auf UKW-Frequenz 104,5 MHz mit einer Stärke von 200 Watt gesendet. Des Weiteren lässt sich CampusFM auch per Stream im Internet empfangen.

## Geschichte
Im Jahr 2000 wurde der Trägerverein CampusFM – das Essener Hochschulradio e.V. gegründet. Dieser setzte sich zusammen aus institutionellen Mitgliedern, wie der Universität-Gesamthochschule Essen, der Folkwangshochschule, dem Studentenwerk, sowie aus Privatpersonen (Studenten und Hochschulangehörige). 2001 erhielt CampusFM unter dem ursprünglichen Namen Uniradio Essen eine Sendelizenz und produzierte zunächst Beiträge und Sondersendungen für den Bürgerfunk von Radio Essen. Im Zuge der Fusion der Gerhard-Mercator-Universität Duisburg und der Universität-Gesamthochschule Essen im Jahr 2003 änderte das Uniradio den Namen in RadioDue um.
Im Oktober 2005 erfolgte der Sendestart in Essen auf der Frequenz 105,6 MHz.
Am 31. März 2008 erfolgte ein Relaunch unter dem Namen CampusFM, da die Universität Duisburg-Essen zu dem Zeitpunkt begann, statt des Kürzels DUE die Kurzform UDE zu verwenden. Am 1. Oktober 2008 startete CampusFM in Duisburg auf der Frequenz 104,5 MHz.

## Programm
CampusFM sendet ein 24-stündiges Programm, das sich in erster Linie an die Studenten der Universität Duisburg-Essen richtet. Es setzt sich zusammen aus Magazinsendungen, Spezialsendungen, redaktionellen Beiträgen, sowie Musik.

## Kooperationen
CampusFM ist Mitglied im Verein CampusRadios NRW e.V. Dieser Verein verfolgt im Wesentlichen folgende Ziele: Zusammenarbeit der einzelnen Musikredaktionen im musicnetwork (Campuscharts, Silberling der Woche), Beitragsaustausch der Wortredaktionen sowie Unterstützung der Arbeit im Rahmen der Landesarbeitsgemeinschaft der Hochschulradios in NRW (kurz: LAG).